# Dvojí život Heleny Grahamové
Dvojí život Heleny Grahamové (angl. The Tenant Of Wildfell Hall (Nájemnice z Wildfell Hall)) je druhý a poslední román britské autorky Anne Brontëové. Román vyšel pod mužským pseudonymem Acton Bell v roce 1848. Barvitým a kritickým líčením ženské otázky a sociálních rozporů román bývá hodnocen jak první dílo feminismu, o celou generaci předchází francouzské autorky tzv. ženského psaní.

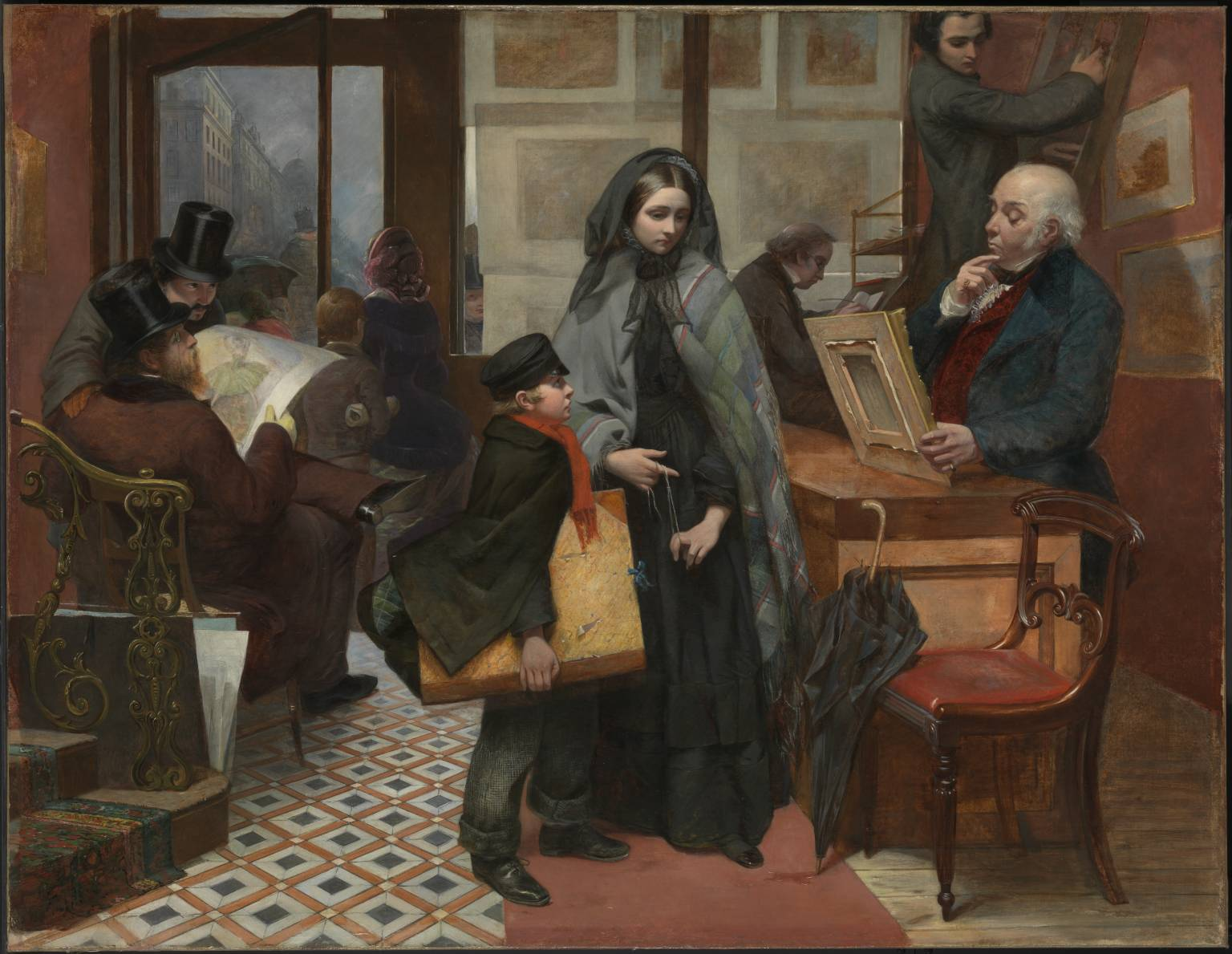
Emily Mary Osborne: Beze jména a bez přátel (1857

## Obsah
Příběh je složen z líčení dvou vypravěčů, nahlížen ze dvou úhlů: z dopisů Helenina ctitele Gilberta Markhama příteli a z deníku hlavní hrdinky Heleny. Helena je chudá, romanticky založená a múzicky nadaná šlechtična Helena, která asi pět let po sňatku s egoistickým, prostopášným opilcem, šlechticem Arthurem Huntingdonem, zažívá těžkou životní zkoušku, ponížení a pohrdání. Její manželství ztroskotá a Helena krizi řeší útěkem s malým synem na rodinné venkovské sídlo, kde se hodlá ukrýt, zvolí si rodné příjmení své matky Grahamová a živí se malováním obrazů. Útěkem od manžela se proviní nejen proti viktoriánským společenským konvencím, ale i proti tehdy platnému britskému právu.

## Inspirace
Autorka se inspirovala lidmi a příběhy ze svého okolí. Šlechtickou společnost poznala v době, kdy pracovala jako vychovatelka ve bohatých rodinách. Vzorem pro hrdinku jí byla manželka Lorda Byrona Annabella Milbanke. Rozpad osobnosti muže pod vlivem alkoholu a drog popsala podle vlastního bratra Branwella, malíře, hudebníka a básníka.

## Překlady do češtiny
- 1975 Miroslava Gregorová, Dvojí život Heleny Grahamové,
- 1995, 2011 Alena Maxová, Dvojí život Heleny Grahamové.

## Dramatizace
- 2007 Český rozhlas Dvojka, četl: Lukáš Hlavica překlad: Miroslava Gregorová; připravila: Eva Willigová; režie: Hana Kofránková; repríza 2020

## Filmové adaptace
- Dvojí život Heleny Grahamové (org. The Tenant of Wildfell Hall) – britský čtyřdílný TV-seriál z roku 1968. V hlavních rolích Janet Munro, Corin Redgrave a Bryan Marshall. Režie Peter Sasdy.
- Dvojí život Heleny Grahamové (org. The Tenant of Wildfell Hall) – britský čtyřdílný miniseriál z roku 1996, v hlavních rolích Tara Fitzgeraldová, Toby Stephens, Rupert Graves a James Purefoy. Režie Mike Barker.